# Oxyagrion sulinum
Oxyagrion sulinum – gatunek ważki z rodziny łątkowatych (Coenagrionidae). Występuje na terenie Ameryki Południowej.